# Рубанково (озеро)
Рубанково или Гусино — озеро в Туричинской волости на границе с Новохованской волостью Невельского района Псковской области.
Площадь — 1,0 км² (или 95,5 га, с островами — 96,0 га). Максимальная глубина — 4,5 м, средняя глубина — 2,9 м.
На юго-западном берегу находится деревня Рубанково Туричинской волости, на восточном — деревня Ратьково Новохованской волости.
Сточное. Относится к бассейну реки Уща (бассейна Дриссы, впадающей в Западную Двину).
Тип озера лещово-плотвичный с уклеей. Массовые виды рыб: щука, окунь, плотва, лещ, красноперка, язь, густера, верховка, уклея, линь, налим, вьюн, карась, карп (возможно).
Для озера характерно: илисто-песчаное, песок, торф, глина.